# Tehnička kultura
Temeljni zadatak tehničke kulture jest podizanje razine tehnološke pismenosti stanovništva, a osobito mladeži.

## Programi tehničke kulture
To se ostvaruje manjim dijelom kroz obaveznu školsku nastavu tehničkog odgoja, a većim dijelom kroz oblike vannastavnih programa koji uključuju:
- organiziranje grupa i radionica pri školama pod vodstvom mentora (a to su obično nastavnici tehničkog odgoja).
- organiziranjem grupa i radionica pri specijaliziranim ustanovama (domovi mladih, domovi, udruge, centri i savezi tehničke kulture i sl.).
- organiziranjem smotri, izložbi i natjecanja, te poticajnim mjerama i nagradama
- obznanjivanjem i populariziranjem djelatnosti tehničke kulture putem: javnih medija, specijaliziranih izdanja i časopisa, interneta i dr.

Starija mladež i odraslo građanstvo animira se:
- okupljanjem u udruge tehničke kulture
- organiziranjem izložbi i popularnih predavanja tehničkog sadržaja
- organiziranjem seminara i tečajeva (informatike, foto-video, ronjenja, avio i dr.).
- uspostavom specijaliziranih objekata poput zvjezdarnica, prototipnih radionica, lučica i centara za podvodne aktivnosti, sportskih aerodroma i sl, u sredinama koje su u stanju takve centre i objekte isfinancirati.

U sadašnjoj koncepciji razvitka djelatnosti nedostaje konkretnija edukacija i upoznavanje starije mladeži s osnovama inventivnog poduzetništva, koga inače smatramo spasonosnom polugom domaćeg gospodarskog razvitka. 
Također nedostaje odgojna funkcija koja bi išla za izmjenom sustava vrijednosti i rehabilitacijom rada, stvaralaštva i poslovnog morala.
Za tehnološki progres nacije osobit značaj pripada inovatorima i njihovim udrugama, koje bi trebale biti gospodarski usmjerene u funkciji razvitka poduzetništva. To je ostvarivo uspostavom mreže inovacijsko-poduzetničkih centara sa sigurnim financiranjem, koji će biti u stanju kvalificirano servisirati ozbiljne inovatore i inventivne poduzetnike, s ciljem pretvorbe dobrih inovacijskih ideja u perspektivan poduzetnički projekt.
Takvi centri trebaju supstituirati razvojne službe, koje mali poduzetnici ne mogu imati. Moraju biti osposobljeni za vođenje cjelovitog procesa razvoja proizvoda, uključivo patentnu zaštitu inovacije, stručnu inženjersko-konstruktivnu razradu, tehnološku optimalizaciju, dizajn, te pripremu prateće i promidžbene dokumentacije. Posebno je važno također pokriti i područje plasmana inovacija ili inoviranih proizvoda.
U Hrvatskoj na žalost takva koncepcija razvitka djelatnosti nije prihvaćena, već se i u organizacijama inovatora prakticira hobističko-natjecateljski pristup. Rezultat je obilje priznanja hrvatskim inovatorima na međunarodnim izložbama i smotrama uz jalovost u smislu konkretne komercijalizacije domaćih inovacija. Praktički nepremostivu prepreku komercijalizaciji, posebno transferu domaćih inovacija u inozemstvo, čini vrlo visoka cijena inozemne patentne zaštite, koje domaći inovatori, ni njihove organizacije nisu u stanju isfinancirati. Izuzetak čine inovacije razvijene u poduzećima, međutim one čine manje od 20% ukupno prijavljenih domaćih patenata.
U mnogim županijskim centrima, uspostavljeni su manje ili više uspješni tehnološki parkovi ili tehnološko-inovacijski centri s ciljem generiranja novih poduzetničkih tvrtki, međutim oni najčešće nisu osposobljeni za pružanje spomenutih intelektualnih usluga, već se obično svode na pružanje poslovnog odnosno radioničkog prostora pod povoljnim uvjetima kroz prvih nekoliko godina tvrtke u osnivanju. 

## Organiziranost tehničke kulture u Hrvatskoj
Krovna organizacija tehničke kulture u Hrvatskoj je Hrvatska zajednica tehničke kulture pod patronatom Ministarstva znanosti, obrazovanja i športa. Zajednica tijesno surađuje i s Ministarstvom gospodarstva, rada i poduzetništva, te Državnim zavodom za intelektualno vlasništvo.
Zajednica udružuje regionalne (županijske i gradske) saveze i zajednice tehničke kulture, koji opet udružuju udruge, a u nekim sredinama i druge specijalizirane institucije (Domove mladih, školske klubove i grupe, centre tehničke kulture i sl.).
Po vrsti (tematici), prisutan je bogat izbor različitih organizacija, tako da Hrvatska zajednica tehničke kulture udružuje sljedeće članice:
- Hrvatski astronautički i raketni savez
- Hrvatski automodelarski savez
- Hrvatski filmski savez
- Hrvatski fotosavez
- Hrvatski jedriličarski savez
- Hrvatski kajakaški savez
- Hrvatski radioamaterski savez
- Hrvatski ronilački savez
- Hrvatski savez brodomaketara
- Hrvatski savez CB radioklubova
- Hrvatski savez informatčara
- Hrvatski savez pedagoga tehničke kulture
- Hrvatski zrakoplovni savez
- Hrvatsko društvo za robotiku
- Udruga inovatora Hrvatske

Na internetu je prisutno nekoliko specijaliziranih web-stranica, koje ažuriraju zajednice ili češće pojedine udruge.

## Financiranje tehničke kulture
Organizacije tehničke kulture financiraju se iz republičkih, a u naprednijim sredinama i iz lokalnih (županijskih i gradskih) izvora, a dijelom i iz namjenskih sredstava od igara na sreću. Organizacije koje imaju uvjeta za to, ostvaruju i neki vlastiti prihod (autoklubovi iz obuke vozača, neke udruge iz informatičke edukacije i sl.).
Značajan dio raspoloživih sredstava (četvrtinu do trećinu) troši organizacijska nadgradnja (Zajednice), značajan dio apsorbiraju manifestacije (izložbe i natjecanja), a dio sredstava se plasira u vidu bespovratnih potpora odabranim programima i projektima putem natječaja.
Rad udruga i njihovih Saveza se u načelu ne financira, ili je njihovo financiranje simbolično, s rijetkim izuzetcima.
Lokalna samouprava ozbiljnije financira jedino institucije koje je sama osnovala (spomenuti tehnološki centri i parkovi), što većinom nije dalo očekivane rezultate u osnivanju novih poduzetničkih tvrtki i porastu zaposlenosti.